# Kommunala flickskolan i Karlstad
Kommunala flickskolan var en skola i Karlstad, där utbildning för flickor bedrevs mellan åren 1873 och 1967. Den första egna skolbyggnaden (senare Norra Skolan) stod färdig 1878, och namnet var då Karlstads högre elementarläroverk för flickor. 1914 flyttades verksamheten till Gamla lasarettet. 1943 fick den det nya namnet Kommunala flickskolan i Karlstad. 1967 upphörde verksamheten som flickskola, och byggnaden togs över av Tingvallagymnasiet.

## Historia

### Bakgrund och bildande
År 1873 bildades ett aktiebolag med syfte att starta en flickskola i Karlstad. De flickpensioner för undervisning som fanns ansågs inte längre kunna tillgodose det utbildningsbehov stadens borgerskap hade för sina döttrar. Före den stora stadsbranden 1865 fanns ett tjugotal pensioner, men dessa minskade i antal efter branden.

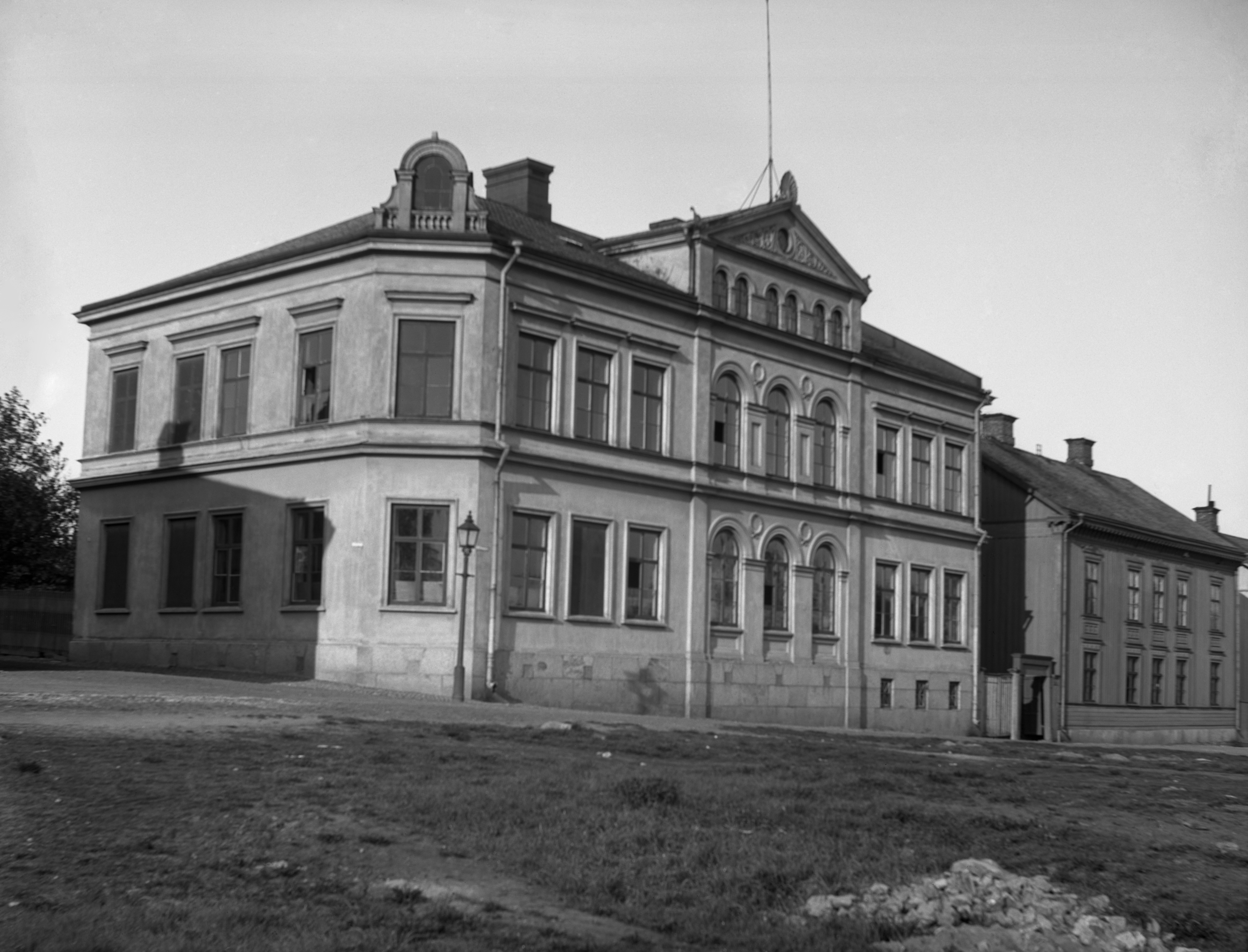
Norra Skolan i Karlstad, plats för Karlstads högre elementarläroverk för flickor fram till hösten 1914.

I september 1873 började skolverksamhet i hyrda rum runt om i staden. 1874 samlade flickskolan all undervisning i lokaler på Västra Torggatan 17. Planen var emellertid att bygga en egen skola, eftersom lokalerna på Västra Torggatan inte var ändamålsenliga. Aktiebolaget kunde via privata donationer och ett räntefritt lån från stadsfullmäktige 1877 köpa en tomt att bygga på i hörnet Norra Strandgatan och Norra Kyrkogatan.
I september 1878 invigdes skolan av biskop C. H. Rundgren. Den fick namnet Karlstads högre elementarläroverk för flickor, och själva byggnaden var ritad av stadsarkitekten Theodor Högström. Byggnaden var ett exempel på nyrenässans, i likhet med många andra skolor stadshotell och teatrar som uppfördes i Sverige under den senare halvan av 1800-talet.

### Fram till tidigt 1900-tal
När verksamheten startade hösten 1873 var 76 elever inskrivna. Utbildningen som erbjöds var sexårig och från 1877 sjuårig. När den nya skolbyggnaden togs i bruk hade elevantalet ökat till 140. Skolan inhyste en samlingssal, åtta klassrum, ett lärarrum och bostad för skolans föreståndarinna. Läsåret 1882–1883 gavs undervisning i följande ämnen: kristendom, modersmålet, franska, tyska, engelska, geografi, historia, aritmetik, geometri, naturkunskap, välskrivning, teckning, sång och handarbete. Inriktningen överensstämde med andra flickskolors. 
År 1900 sålde aktiebolaget på grund av dålig ekonomi skolan till Karlstads stad, och den kom därefter att ingå i den kommunala förvaltningen. Elevantalet ökade hela tiden, och de befintliga utrymmena i Norra Skolan räckte inte till. Lokalfrågan löstes genom att skolan 1914 fick överta Gamla lasarettet, som stadsfullmäktige 1912 förvärvat och sedan låtit bygga om. Vid den tiden hade skolan 307 inskrivna elever. Lokalerna i Norra Skolan togs därefter över av "Tekniska afton- och söndagsskolan", en yrkesskola som drevs av Karlstads Hantverksförening. Senare flyttade istället folkskolan in i huset, som från 1970-talet kom att användas som kontor och en kiropraktikmottagning.

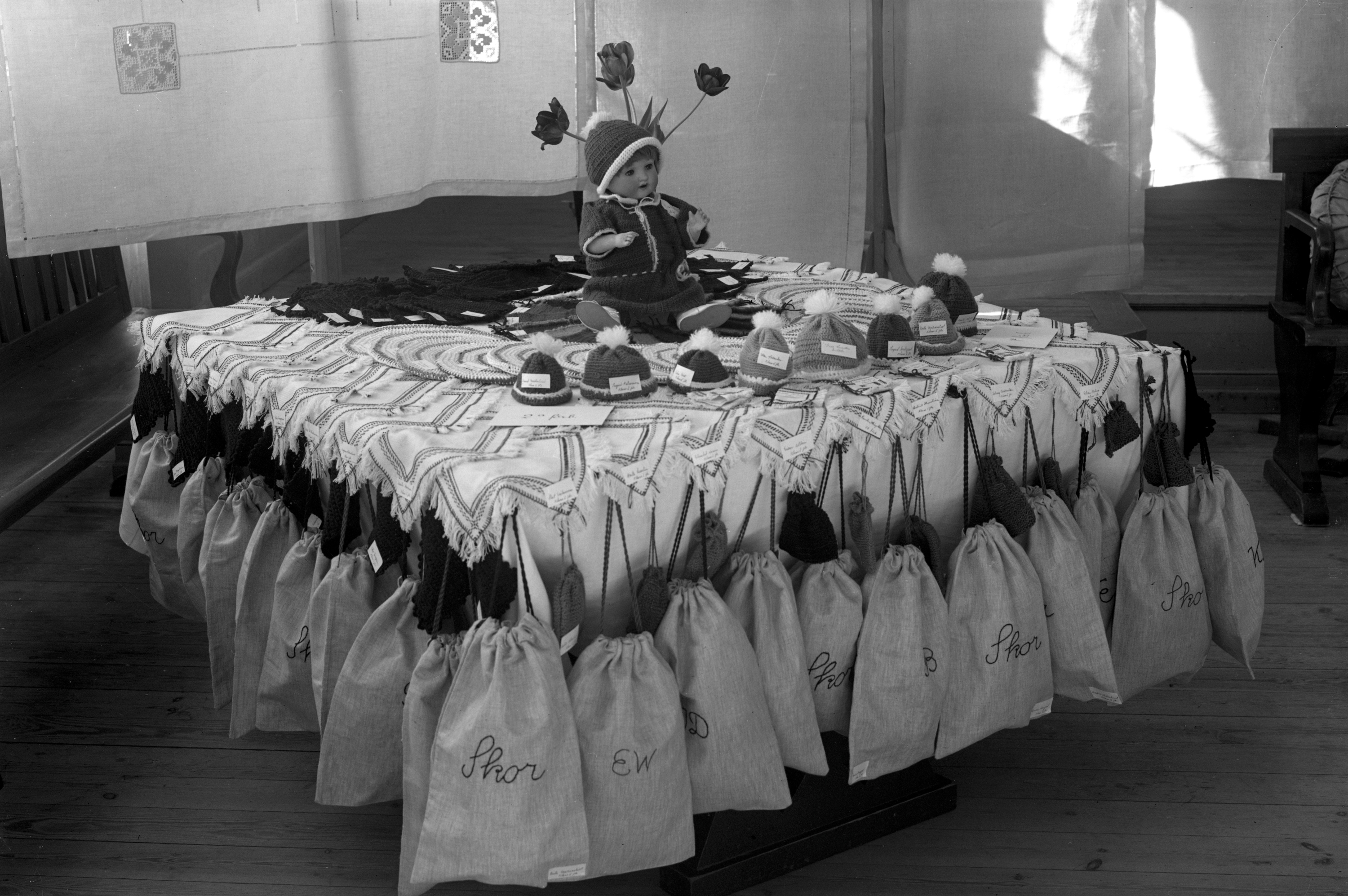
Flickskolans tecknings- och handarbetsutställning år 1928.

Flickskolans nya lokaler invigdes 29 oktober 1914 av biskop J. A. Eklund, som till tillfället skrivit en kantat tonsatt av Alice Tegnér. Den nya skolbyggnaden rymde 17 klassrum, särskilda lokaler för fysik, kemi och biologi, teckningssal, textilslöjd, gymnastik, skolkök samt aula. Där fanns väl tilltagna kapprum och korridorer, omklädningsrum samt materialrum. Skolgården var stor med botaniskt genomtänkta planteringar.

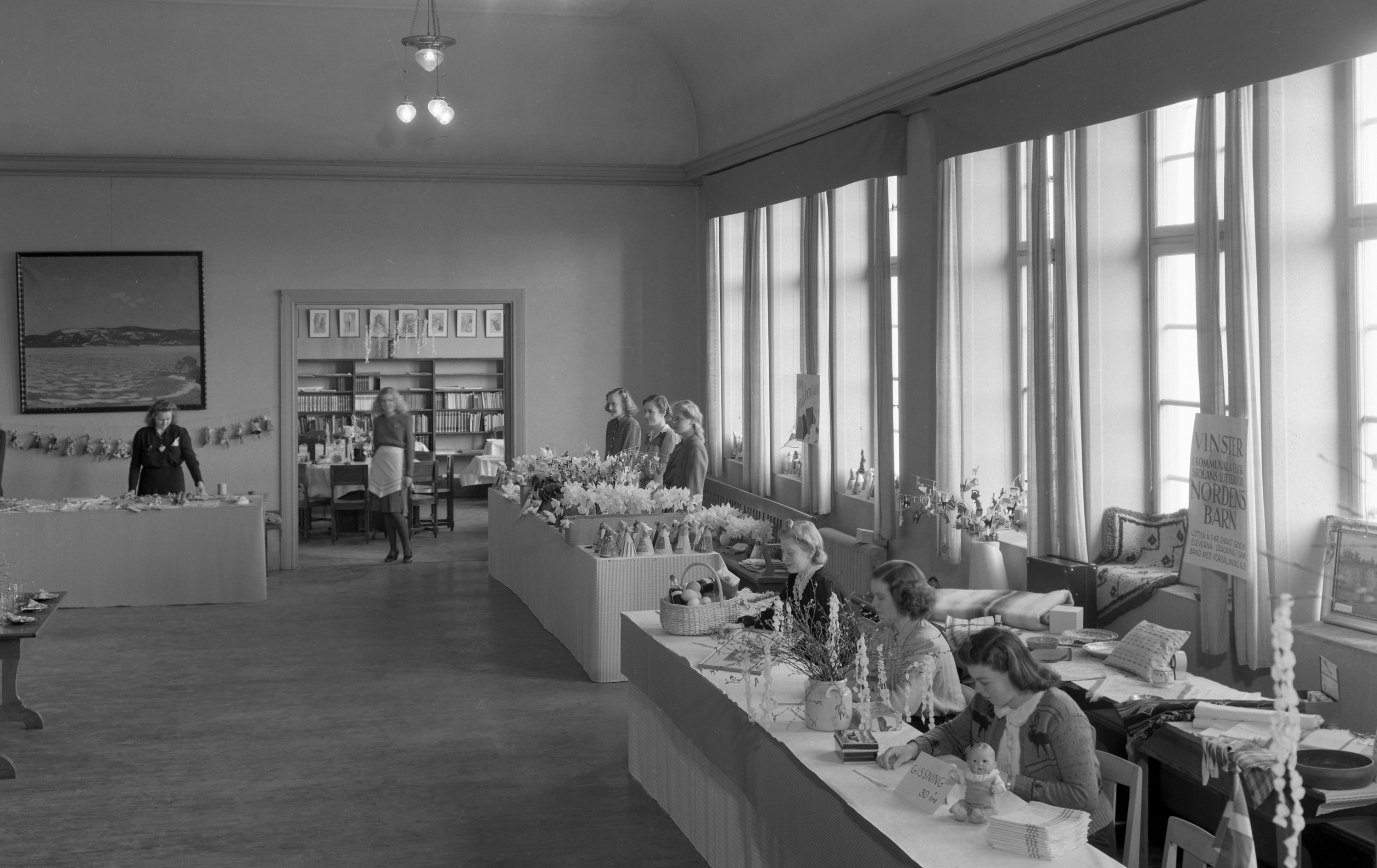
Basar med försäljning och lotterier i påsktider på kommunala flickskolan år 1943.

Både flickskolans sjuåriga linje, med övergång från folkskolans fjärde klass, och den sexåriga, med övergång från folkskolans sjätte klass, gav så kallad normalskolekompetens.

### Från mellankrigstiden
1928 fastställde riksdagen ett ramverk för Sveriges flickskolor. De skulle kommunaliseras, fortsatt vara examensfria, anpassas till flickornas påstådda studieförutsättningar och därför fortsatt ha en långsammare studietakt än pojkläroverkens. Studieinriktningen var övervägande humanistisk, även om de naturvetenskapliga ämnenas ställning förbättrades. Den praktiska och husliga profilen bevarades.
Vid Karlstads högre elementarläroverk för flickor inrättades 1933 en femårig reallinje från vilken det gick att söka in till gymnasiet vid Karlstads högre allmänna läroverk, och 1936 fick skolan rätt att utfärda realexamen. 1943 kommunaliserades skolan och bytte då namn till Kommunala flickskolan i Karlstad.
1946 inrättades ett föräldraråd som 1951 ombildades till föräldraförening. 1949 var elevantalet 566, och det kom senare att öka till över 1 000. Lokalbehoven ledde till att ett annex med fyra klassrum byggdes på Västra Kanalgatan år 1955, och 1957 togs den intilliggande gamla brandstationen i bruk. Denna hade byggts om för flickskolans räkning.

### De sista åren
Riksdagens beslut 1950 om införandet av enhetsskolan innebar en avveckling av flickskornas utbildningslinjer. Karlstads kommun beslöt att införa skolformen läsåret 1961–1962, men efter motstånd från berörda lärare och föräldrar behölls flickskolan till vidare. 1963–1964 tillkom ett högstadium, vilket i princip innebar enhetsskolans genomförande.
Vårterminen 1967 blev flickskolans sista termin. Skolbyggnaden togs sedan över av Tingvallagymnasiet.

## Ledare och kända elever

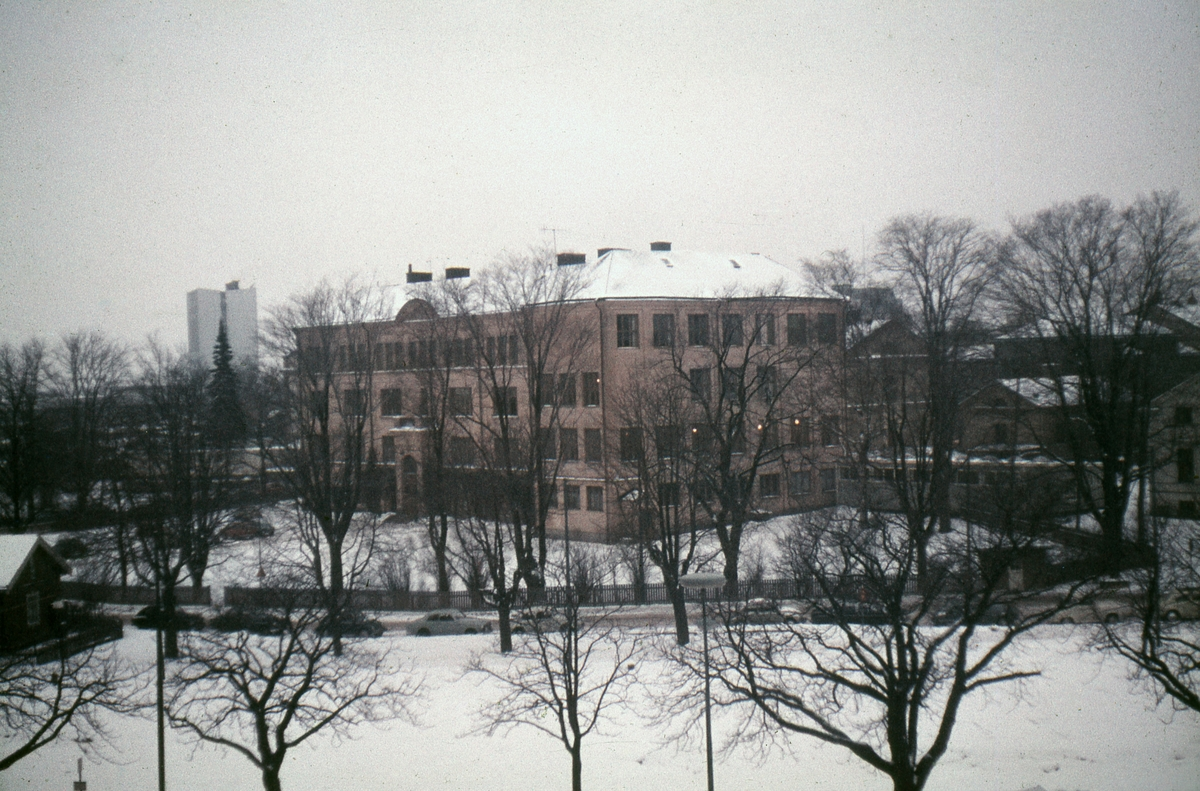
Gamla flickskolan vintern 1970 (då del av Tingvallagymnasiet). Verksamheten som sjuårig skola enbart för kvinnliga elever upphörde 1967.

### Skolans ledare
- Augusta Meurling, 1873–1875
- Sofia Berg, 1876–1887
- Julia Malmstedt, 1887–1898
- Hildur Renborg, 1898–1913
- Anna Danielsson, 1913–1925
- Edit Ahrenlöf, 1925–1943
- Birgit Sjöberg, 1943–[14]

Sjöberg hade titeln rektor; föregångarna benämndes föreståndarinna. Sjöberg blev 1966 biträdande skoldirektör i Karlstad.

### Kända elever
- Mimi Pollak[17]
- Zarah Leander[18]
- Lena Cronqvist[19]
- Christina Ullenius[20]
- Anna Hedstrand[21]
- Marika Lindström[22]

### Totalt antal elever
- 1873 – 76
- 1878 – 140
- 1914 – 307
- 1949 – 566
- Senare år – över 1 000